# Weekend (dansk film fra 2011)
 For alternative betydninger, se Weekend (flertydig). (Se også artikler, som begynder med Weekend)
Weekend er en dansk kortfilm fra 2011 instrueret af Ville Gideon Sörman efter eget manuskript.

## Handling
"Weekend" er en kortfilm om loyalitet, der stiller spørgsmålstegn ved, hvad rigtigt venskab egentlig er. Historien handler om de tre venner Jonas, Adam og Bjørn på deres sidste weekend roadtrip, inden Jonas skal i fængsel.

## Medvirkende
- Nikolaj Dencker Schmidt, Jonas
- Christoffer Ansel, Adam
- Jesper Priisholm, Bjørn
- Rebecca Rønde Kiilerich, Johanna
- Casper Frederiksen, Bølle 1
- Anders Lundsgaard Hammer, Bølle 2
- Gustav Fredslund, Bølle 3